# Эскадра уходит на запад
«Эскадра уходит на запад» — советский художественный фильм, снятый в 1965 году режиссёрами Мироном Билинским и Николаем Винграновским на Одесской киностудии.
Премьера фильма состоялась 4 апреля 1966 года.

## Сюжет
Действие фильма происходит во время Гражданской войны. В Одессе хозяйничают белогвардейцы. В 1918—1919 годах в город введены войска Антанты, среди которых французская эскадра.
Большевистское подполье поручает француженке-революционерке Жанне Лябурб, для которой Советская Россия стала новой родиной, провести революционную работу среди иностранных солдат и матросов, в духе «интернационала и мировой революции», с тем, чтобы они не участвовали в военных действиях против Советской республики.
В марте 1919 года вражеской контрразведке удалось арестовать всех членов «Иностранной коллегии», в том числе Жанну, которых тут же расстреляли.
Несмотря на арест и гибель, Жанна Лябурб успела провести агитационную работу, приведшую через полтора месяца к мятежу во французском флоте и прекращению французской интервенции.
Военнослужащие французского корпуса и моряки, вследствие большевистской агитации Лябурб, в конце фильма отказываются воевать против Советской России и возвращаются на родину.

## В ролях
- Эльза Леждей — Жанна-Мари Лябурб
- Нелли Лазарева — Елена Соколовская
- Адольф Шестаков — Николай Ласточкин
- Роман Хомятов — Андрей
- Станислав Чекан — Панас Маршук
- Вячеслав Шалевич — Мишель, французский моряк
- Андрей Файт — французский генерал д’Ансельм
- Георгиос Совчис — Сашко
- Борис Петелин — Котовский (Харченко)
- Владимир Наумцев — хорунжий
- Дмитрий Милютенко — французский полковник Ферамбе
- Владимир Дальский — Хомяков
- Эльвира Бруновская — Вера Холодная
- Владимир Сошальский — Гришин-Алмазов
- Семён Крупник — Фуке, французский матрос
- Михаил Водяной — Мишка Япончик
- Георгий Дрозд — провокатор
- Василий Векшин — белогвардейский офицер
- Виктор Шульгин — французский офицер
- Олег Фандера — французский матрос

Текст читает Владимир Балашов. Песню «Уснувший Париж» исполнила Тамара Миансарова.